# Trần Tinh Húc
Trần Tinh Húc (sinh ngày 31 tháng 3 năm 1996) là một nam diễn viên người Trung Quốc.

## Tiểu sử
Trần Tinh Húc sinh ra tại thành phố Thẩm Dương, tỉnh Liêu Ninh. Năm 3 tuổi, theo mẹ đến Bắc Kinh sinh sống và hoạt động kinh doanh. Thuở nhỏ, Trần Tinh Húc theo học tại Trường Tiểu học Thực nghiệm Ngoại ngữ Hải Điến Bắc Kinh. Thời kì học phổ thông (THCS và THPT), anh theo học tại Trường trung học thuộc Học viện Vũ đạo Bắc Kinh. Năm 2014, Trần Tinh Húc thi đỗ vào khoa Diễn xuất của Học viện Hý kịch Trung ương với thành tích thủ khoa. Bên cạnh đó, trong kì thi đại học năm 2014, Trần Tinh Húc còn dự thi vào hai trường khác là Học viện Điện ảnh Bắc Kinh với thành tích thi xếp thứ 3 toàn đợt và Đại học Truyền thông Trung Quốc với thành tích thi xếp thứ 7 toàn đợt.

## Sự nghiệp
Năm 1999, trong một lần đi chơi sở thú, cậu bé Trần Tinh Húc khi đó mới 3 tuổi được người chuyên tìm kiếm minh tinh phát hiện ra và từ đó bắt đầu đi quay quảng cáo.
Năm 2000, Trần Tinh Húc 4 tuổi tham gia phim Những Năm Tháng Nhiệt Huyết Cháy Bỏng, đóng vai Thạch Hải hồi nhỏ.
Năm 2005, Trần Tinh Húc tham gia bộ phim truyền hình đề tài chiến tranh quân sự Tướng Môn Phong Vân được cải biên từ tiểu thuyết Sở hà, Hán giới của Mã Hiểu Lệ.
Năm 2006, Trần Tinh Húc tham gia đảm nhận vai con trai của Cục trưởng La và Thu Vạn trong bộ phim đề tài quân đội cách mạng Mặt Trời Chói Chang do Trần Bảo Quốc, Miêu Phố diễn chính. Tháng 12 cùng năm, nhà chế tác phim cách mạng thiếu nhi Sao Đỏ Lấp Lánh tìm kiếm diễn viên cho vai diễn Phan Đông Tử, thông qua bộ phim Những Năm Tháng Nhiệt Huyết Cháy Bỏng mà biết tới Trần Tinh Húc. Trần Tinh Húc đi thử vai và có được vai diễn này.
Năm 2007, Trần Tinh Húc tham gia vào bộ phim đề tài gia đình Hôn Nhân Hoàng Kim của đạo diễn Trịnh Hiểu Long. Sau đó anh tham gia vào bộ phim tình cảm dân quốc Thu Hải Đường.
Năm 2010, vào ngày 16 tháng 9, bộ phim điện ảnh tình cảm Chuyện Tình Cây Táo Gai do Châu Đông Vũ và Đậu Kiêu diễn chính được chỉ đạo bởi đạo diễn Trương Nghê Mưu ra rạp, trong phim Trần Tinh Húc đóng vai em trai của Lão Tam.
Năm 2015, Trần Tinh Húc tham gia phim điện ảnh tình cảm Bắc Kinh – New York vai Lam Nhất thời thiếu niên.
Năm 2016, Trần Tinh Húc tham gia vào bộ phim cổ trang kiếm hiệp Anh Hùng Xạ Điêu được cải biên từ tiểu thuyết cùng tên của cố nhà văn Kim Dung, trong phim đóng vai Dương Khang, tuy thông minh nhanh nhạy nhưng lại hiếu thắng. Ngày 9 tháng 1 năm 2017, Tân Anh Hùng Xạ Điêu phát sóng trên đài truyền hình vệ tinh Đông Phương.
Năm 2017, Trần Tinh Húc diễn chính trong bộ web-drama cổ trang Đông Cung được cải biên từ tiểu thuyết cùng tên của nữ tác giả Phỉ Ngã Tư Tồn. Trong bộ phim anh đảm nhận vai diễn Thái tử Lý Thừa Ngân lạnh lùng, tàn nhẫn, cẩn trọng bày mưu tính kế nhưng đồng thời cũng là chàng thiếu niên Cố Tiểu Ngũ mạnh mẽ, ấm áp. Ngày 14 tháng 2 năm 2019, Đông Cung được phát hành lần đầu trên Youku.
Năm 2018, vào tháng 5, Trần Tinh Húc tham gia quay phim, đóng chính trong phim điện ảnh chiếu mạng đề tài quân sự Hành Động Diệt Sói. Trong phim, anh đóng vai lính đặc chủng Vương Châu Dương, trong một lần cùng hành động đã mất đi chiến hữu, anh ẩn nhẫn lên kế hoạch, nhiều năm sau hợp tác với vua đặc công Tiêu Khắc, triển khai một tràng quyết đấu sinh tử với thế lực ngầm. Ngày 1 tháng 5 năm 2020, Hành Động Diệt Sói được phát hành lần đầu trên iQIYI.
Năm 2019, vào tháng 4, bộ phim đô thị hiện đại lấy bối cảnh về phát triển tàu cao tốc Thời Đại Đẹp Nhất do Trần Tinh Húc, Hồ Băng Khanh, Du Hạo Minh đóng chính khai máy. Trong phim, Trần Tinh Húc đảm nhận vai nam chính Lý Diên Phong. Ngày 16 tháng 11 năm 2020, phim Thời Đại Đẹp Nhất lên sóng đài truyền hình vệ tinh Hồ Nam.
Năm 2020, ngày 1 tháng 5, Trần Tinh Húc đóng chính với vai Ninh Thái Thần trong phim điện ảnh cổ trang huyền huyễn chiếu mạng Thiến Nữ U Hồn: Tình Nhân Gian phát hành lần đầu trên Tencent. Nhờ vai diễn này mà anh đã nhận được giải Diễn Viên Điện Ảnh Mạng Của Năm trong sự kiện Tinh Quang Đại Thưởng của Tencent. 
Năm 2021, ngày 13 tháng 4, phim truyền hình đề tài quân đội Hào Thủ Vào Vị Trí do Trần Tinh Húc và Lý Dịch Phong hợp tác đóng chính phát sóng, trong phim anh vào vai Âu Dương Tuấn. Ngày 14 tháng 10, phim chiếu mạng đề tài trinh thám Chân Tướng do Trần Tinh Húc và Cái Nguyệt Hi đóng chính phát hành trên Youku, trong phim anh đóng vai kỹ thuật viên truy tố Lâm Viễn Hạo. Ngày 9 tháng 11, phim chiếu mạng đề tài dân quốc Nhất Kiến Khuynh Tâm do Trần Tinh Húc và Trương Tịnh Nghi đóng chính phát hành tại Youku, trong phim anh vào vai Thiếu soái Đàm gia Đàm Huyền Lâm. Năm 2021, Trần Tinh Húc tham gia quay bộ phim Sơn Hà Biểu Lý được chuyển thể từ tiểu thuyết cùng tên của tác giả Priest, trong phim anh đóng vai chính Chử Hoàn.
Năm 2022, ngày 27 tháng 10, bộ phim truyền hình hiện đại Người Phiên Dịch Của Chúng Tôi do Trần Tinh Húc và Tống Thiến đóng chính khởi quay, đến ngày 19 tháng 1 năm 2023, bộ phim đóng máy. Trong phim, anh vào vai nam chính Tiêu Nhất Thành.
Năm 2023, ngày 16 tháng 2, bộ phim truyền hình cổ trang huyền huyễn Tinh Lạc Ngưng Thành Đường, chuyển thể từ tiểu thuyết cùng tên của tác giả Nhất Độ Quân Hoa, cùng lúc phát sóng trên đài truyền hình vệ tinh Giang Tô, Chiết Giang và nền tảng chiếu mạng Youku. Ngày 28 tháng 4, bộ phim "Anh cũng có ngày này" do Trần Tinh Húc và Chương Nhược Nam đóng vai chính được khai máy.

## Phim và chương trình truyền hình

### Phim truyền hình
| Năm        | Tên phim                             | Tên tiếng Trung  | Tên tiếng Anh                   | Vai diễn                                                | Bạn diễn                                    | Số tập               |
| ---------- | ------------------------------------ | ---------------- | ------------------------------- | ------------------------------------------------------- | ------------------------------------------- | -------------------- |
| 2001       | Năm Tháng Nhiệt Huyết Cháy Bỏng      | 激情燃烧的岁月   | A Passionate Life               | Thạch Hải lúc nhỏ (vai phụ)                             | Tôn Hải Anh, Lữ Lệ Bình                     |                      |
| 2002       | Tào Tuyết Cần                        | 曹雪芹           |                                 | Lựu Nhi (vai phụ)                                       | Đà Tông Hoa, Sử Lan Nha, Hà Âm, vv          |                      |
| 2005       | Tướng Môn Phong Vân                  | 将门风云         | Jiangmen Fengyun                | Chu Nam Chinh lúc nhỏ (vai phụ)                         | Đinh Hải Phong, Điền Hải Dung, Đàm Dương,vv |                      |
| 2006       | Em Là Sinh Mệnh Của Anh              | 你是我的命       |                                 | Đường Hạo lúc nhỏ (vai phụ)                             | Trịnh Quốc Lâm, Doãn Thu Vinh, vv           |                      |
| 2006       | Tái Sinh Duyên - Mạnh Lệ Quân Truyện | 再生缘之孟丽君传 |                                 | Tiểu Hoàng thái tử (vai phụ)                            | Lý Băng Băng, Huỳnh Hải Băng, vv            |                      |
| 2006       | Hôn Nhân Hoàng Kim                   | 金婚             | Golden Marriage                 | Đại Bảo lúc nhỏ (vai phụ)                               | Trương Quốc Lập, Tưởng Văn Lệ               |                      |
| 2006       | Mặt Trời Chói Chang                  | 烈日炎炎         | Extremely Hot                   | La Lương Khố (vai phụ)                                  | Trần Bảo Quốc, Miêu Phố                     |                      |
| 2007       | Sao Đỏ Lấp Lánh                      | 闪闪的红星       |                                 | Phan Đông Tử (vai chính)                                | Triệu Tử Tồn, Lý Kình Thiên, Ni Cách Mộc Đồ |                      |
| 2007       | Thu Hải Đường                        | 秋海棠           |                                 | Viên Thiệu Hành lúc nhỏ (vai phụ)                       | Tân Bách Thanh, Huỳnh Dịch, vv              |                      |
| 2008       | Tô Đông Pha                          | 苏东坡           |                                 | Tống Triết Tông thời thiếu niên (vai phụ)               | Lục Nghị, Lâm Tâm Như, vv                   | 44 tập               |
| 2017       | Anh Hùng Xạ Điêu                     | 射雕英雄传       | The Legend of the Condor Heroes | Dương Khang (vai thứ chính)                             | Dương Húc Văn, Lý Nhất Đồng, Mạnh Tử Nghĩa  | 52 tập (43 phút/tập) |
| 2019       | Đông Cung                            | 东宫             | Good Bye, My Princess           | Lý Thừa Ngân/ Cố Tiểu Ngũ (vai chính)                   | Bành Tiểu Nhiễm, Ngụy Thiên Tường           | 52 tập (45 phút/tập) |
| 2020       | Thời Đại Đẹp Nhất                    | 最好的时代       | The Best Of Times               | Lý Diên Phong (vai chính)                               | Hồ Băng Khanh, Du Hạo Minh                  | 36 tập (45 phút/tập) |
| 2021       | Hào Thủ Vào Vị Trí                   | 号手就位         |                                 | Âu Dương Tuấn                                           | Lý Dịch Phong                               | 49 tập (45 phút/tập) |
| 2021       | Chân Tướng                           | 真相             | Truth                           | Lâm Viễn Hạo (vai chính)                                | Cái Nguyệt Hi                               | 32 tập (45 phút/tập) |
| 2021       | Nhất Kiến Khuynh Tâm                 | 一见倾心         | Fall in Love                    | Đàm Huyền Lâm (vai chính)                               | Trương Tịnh Nghi                            | 36 tập (45 phút/tập) |
| 2023       | Tinh Lạc Ngưng Thành Đường           | 星落凝成糖       | The Starry Love                 | Thiếu Điển Hữu Cầm/Lạt Mục/Vô Tình/Văn Nhân (vai chính) | Lý Lan Địch, Hà Tuyên Lâm, Trần Mục Trì     | 40 tập (45 phút/tập) |
| 2024       | Anh Cũng Có Ngày Này                 | 你也有今天       | My Boss                         | Tiền Hằng (vai chính)                                   | Chương Nhược Nam                            | 40 tập (45 phút/tập) |
| 2024       | Người Phiên Dịch Của Chúng Tôi       | 我们的翻译官     | Our Interpreter                 | Tiêu Nhất Thành (vai chính)                             | Tống Thiến                                  | 36 tập (45 phút/tập) |
| 2024       | Lời Nói Dối Của Em Cũng Dễ Nghe      | 你的谎言也动听   | Beautiful Lies                  | Hành Tri Chỉ (vai chính)                                | Truơng Dư Hi                                | 36 tập (45 phút/tập) |
| Chưa chiếu | Sơn Hà Biểu Lý                       | 山河表里         | Guardians Of The Lands          | Chử Hoàn (vai chính)                                    | Trần Mục Trì                                | 30 tập (45 phút/tập) |
| Chưa chiếu | Trường Phong Phá Lãng                | 长风破浪         | Love in a Fallen City           | Ngu Hạo Thanh (vai phụ)                                 | Nguyễn Kinh Thiên, Chúc Tự Đan              |                      |

### Phim điện ảnh
| Năm  | Tên phim                          | Tên tiếng Trung  | Tên tiếng Anh           | Vai diễn                           | Bạn diễn                                         |
| ---- | --------------------------------- | ---------------- | ----------------------- | ---------------------------------- | ------------------------------------------------ |
| 2010 | Chuyện Tình Cây Táo Gai           | 山茶树之恋       | Under the Hawthorn Tree | Em trai Lão Tam (vai phụ)          | Châu Đông Vũ, Đậu Kiêu                           |
| 2015 | Bắc Kinh - New York               | 北京纽约         | An Autumn Wind          | Lam Nhất thời niên thiếu (vai phụ) | Lưu Diệp, Lâm Chí Linh                           |
| 2017 | Tam sinh tam thế: Thập lý đào hoa | 三生三世十里桃花 | Once Upon a Time        | Quan lễ nghi (cameo)               | Lưu Diệc Phi, Dương Dương                        |
| 2018 | Hành động diệt sói                | 灭狼行动         | Wolf Killing Action     | Châu Dương (vai chính)             | Bành Hạo Phong, Lý Thụy Siêu, Triệu Nghị Tân,... |
| 2020 | Thiến Nữ U Hồn: Tình Nhân Gian    | 茜女幽魂之人间情 | The Enchanting Phantom  | Ninh Thái Thần (vai chính)         | Lý Khải Hinh, Từ Thiếu Cường, Nguyễn Kế Chí      |

### Chương trình truyền hình
Lưu ý: Mốc thời gian trong bảng là thời gian ghi hình.
| Năm        | Tên chương trình                                                   | Vai trò   | Giới thiệu                                                                  |
| ---------- | ------------------------------------------------------------------ | --------- | --------------------------------------------------------------------------- |
| 25/3/2019  | Thiên Thiên Hướng Thượng                                           | Khách mời |                                                                             |
| 10/4/2019  | Khoái Lạc Đại Bản Doanh                                            | Khách mời |                                                                             |
| 22/4/2019  | Phi Thường Tịnh Cự Ly                                              | Khách mời |                                                                             |
| 24/4/2019  | Nhạc hội "Ngày Du Hành Trung Quốc 2019" của Đài truyền hình Hồ Nam | Khách mời | Diễn tấu piano, cùng cùng Bành Tiểu Nhiễm hợp xướng "Ngôi sao nhỏ" (小星星) |
| 20/12/2020 | Tinh Quang Đại Thưởng của Tencent                                  | Nhận giải | Diễn viên điện ảnh mạng của năm                                             |
| 2023       | Xin Chào Thứ Bảy (Hi 6)                                            | Khách mời | Ep 11                                                                       |
| 2024       | Xin Chào Thứ Bảy (Hi 6)                                            | Khách mời | Ep 5                                                                        |

## Âm nhạc
| Năm        | Tên ca khúc                           | Chú thích                                   |
| ---------- | ------------------------------------- | ------------------------------------------- |
| 22/02/2019 | Sơ Kiến / 初见 (phiên bản diễn viên)  | Đông Cung OST, 收录于《东宫电视剧原声大碟》 |
| 24/04/2019 | Tinh Thần Liên Khúc / 星辰组曲 (live) | 逐梦航天---2019“中国航天日”文艺晚会         |

## Tạp chí
| STT | Năm     | Tên tạp chí                  | Chú thích                           |
| --- | ------- | ---------------------------- | ----------------------------------- |
| 1   | 5/2017  | OK! vol.126                  | Trang trong                         |
| 2   | 8/2017  | Bay Lên Chòm Sao             | Được phát hành trên trang web Ifeng |
| 3   | 3/2019  | FUN Sugar                    | Tạp chí điện tử                     |
| 4   | 3/2019  | mol Ma Nhĩ                   | Tạp chí điện tử                     |
| 5   | 3/2019  | SHINE!Lấp Lánh               | Tạp chí điện tử                     |
| 6   | 3/2019  | CIQI                         | Tạp chí điện tử                     |
| 7   | 3/2019  | InStyle                      | Tạp chí điện tử                     |
| 8   | 4/2019  | KNIGHT                       | Tạp chí điện tử                     |
| 9   | 4/2019  | O!What                       | Tạp chí điện tử                     |
| 10  | 4/2019  | The Golden Young vol.2       | Tạp chí điện tử                     |
| 11  | 4/2019  | ON FASHION                   | Tạp chí điện tử                     |
| 12  | 4/2019  | HUO Thời Thượng              | Tạp chí điện tử                     |
| 13  | 4/2019  | OTAKU MOMENT                 | Tạp chí điện tử                     |
| 14  | 4/2019  | PIONEER                      | Trang bìa                           |
| 15  | 5/2019  | Giải Trí Nam Đô              | Trang trong                         |
| 16  | 5/2019  | POPSHOW vol.77               | Tạp chí điện tử                     |
| 17  | 5/2019  | SENSE                        | Tạp chí điện tử                     |
| 18  | 5/2019  | IVYPLUME                     | Tạp chí điện tử                     |
| 19  | 5/2019  | COSMOPOLITAN                 | Tạp chí điện tử                     |
| 20  | 5/2019  | JSTYLE                       | Tạp chí điện tử                     |
| 21  | 6/2019  | Thụy Lệ Y Nhân Phong Thượng  | Trang trong                         |
| 22  | 6/2019  | Bạn Gái                      | Trang bìa                           |
| 23  | 6/2019  | NY-STYLE                     | Tạp chí điện tử                     |
| 24  | 6/2019  | REAGAN                       | Tạp chí điện tử                     |
| 25  | 6/2019  | i-MAG                        | Tạp chí điện tử                     |
| 26  | 08/2019 | iDOU爱兜                     |                                     |
| 27  | 10/2019 | JUZ! \| 橘子时尚Juzi-Fashion |                                     |
| 28  | 10/2019 | SPOTLIGHT聚光风尚            | Tạp chí điện tử                     |
| 29  | 10/2019 | OnlyLady女人志               |                                     |
| 30  | 11/2019 | 风度 men's uno               |                                     |
| 31  | 12/2019 | LIFESTYLE 精品购物指南       |                                     |
| 32  | 04/2020 | Z-ING 装志                   |                                     |
| 33  | 04/2020 | CAN看刊                      |                                     |
| 34  | 05/2020 | OUR STREET STYLE             | Tạp chí điện tử                     |
| 35  | 06/2020 | ChanceFashion                | Trang bìa                           |
| 36  | 07/2020 | SENSE彻                      | Trang bìa                           |
| 37  | 07/2020 | TRAVELLING SCOPE 旅游天地    |                                     |
| 38  | 07/2020 | Vintage-复古街拍-            | Tạp chí điện tử                     |
| 39  | 04/2021 | Hồng Tú 红秀GRAZIA           | Trang trong                         |
| 40  | 05/2021 | BAZAAR                       |                                     |
| 41  | 02/2022 | LIFESTYLE 精品购物指南       |                                     |
| 42  | 03/2022 | MiniBAZAAR                   |                                     |
| 43  | 04/2022 | Hồng Tú 红秀GRAZIA           | Trang trong                         |
| 44  | 04/2022 | ICON-F时尚画报               | Trang bìa                           |
| 46  | 06/2022 | 男人装                       |                                     |
| 46  | 06/2022 | 候场PAUSE                    |                                     |

## Giải thưởng
| Năm        | Sự kiện                           | Hạng mục                                         | Ghi chú                                                 | Kết quả   |
| ---------- | --------------------------------- | ------------------------------------------------ | ------------------------------------------------------- | --------- |
| 09/05/2019 | Đêm Modern Night Out II           | Diễn viên có giá trị thương nghiệp               |                                                         | Đoạt giải |
| 10/12/2019 | Lễ trao giải Hoa Đỉnh lần 26      | Nam diễn viên phim truyền hình cổ trang xuất sắc |                                                         | Đề cử     |
| 20/12/2020 | Tinh Quang Đại Thưởng của Tencent | Diễn viên điện ảnh mạng của năm                  | vai Ninh Thái Thần trong Thiến Nữ U Hồn: Tình Nhân Gian | Đoạt giải |

## Đánh giá nhận xét trong giới
- Khi còn là sao nhí:
  - Lý Huy, đạo diễn phim truyền hình "Sao Đỏ Lấp Lánh", đã nhận xét: Trần Tinh Húc có khí chất rất giống với Chúc Tân Vận (diễn viên đóng vai Phan Đông Tử bản điện ảnh), trên người tỏa ra sự ngây thơ chất phác, không tỏ ra ta đây là người lớn, rất khác với đa số trẻ con thành thị, do đó khí chất rất giống với trẻ con thời đại đó (dân quốc).[3]
  - Trong quá trình quay "Sao Đỏ Lấp Lánh", lúc ở trường quay tuy cậu bé Trần Tinh Húc luôn khoác trên mình trang phục quân đội, nhưng trong đời thường Trần Tinh Húc vẫn chỉ là một đứa bé hãy còn ngây thơ, rất hoạt bát, lanh lợi, vô cùng đáng yêu. - Báo Tân Hoa Kinh
  - Trần Tinh Húc và Chúc Tân Vận thuở nhỏ rất giống nhau, tuy nhìn thì có vẻ không chịu được khổ nhưng trong quá trình quay phim Trần Tinh Húc lại coi sự vất vả bình thường như cơm bữa, còn học được cách tìm kiếm sự vui vẻ trong sự vất vả. - Báo Thời Đại[4]

- Nay:
  - Trong "Đông Cung", Trần Tinh Húc đã xây dựng thành công hình tượng nhân vật với diễn xuất tốt, cho dù là Cố Tiểu Ngũ tươi sáng, ấm áp hay là Lý Thừa Ngân tâm cơ trùng trùng anh đều thể hiện vô cùng tốt - Nhật Báo Quang Minh[5]